# San Juan Bautista (Chile)
San Juan Bautista, fundada em 1877 pelo barão Alfredo van Rodt, é a povoação mais importante do Arquipélago Juan Fernández. Está localizada na baía Cumberland, na costa norte da Ilha Robinson Crusoe.
Segundo o censo de 2017, a povoação albergava uma população de 926 habitantes. A base da economia de San Juan Baustista é a captura de lagosta e a povoação dispõe de alguns veículos, ligação à Internet por satélite e um grande número de aparelhos de televisão. Possui ainda um moderno molhe, correio, telefonia, policlínica, gabinete de informações turísticas, hotéis e residenciais.